# Porta Marzia
Die Porta Marzia ist ein Stadttor in der etruskischen Stadtmauer von Perugia und befindet sich in der Via Marzia.

## Geschichte und Beschreibung
Es stammt aus der zweiten Hälfte des 3. Jahrhunderts v. Chr. und wurde 1540 in die Außenmauern der Rocca Paolina integriert.
Der Planer der von Papst Paul III. in Auftrag gegebenen neuen Festung, Antonio da Sangallo der Jüngere, ließ es abtragen und vier Meter von seinem ursprünglichen Standort entfernt in das Mauerwerk der Festung einfügen.
Es besteht aus Travertin und hat einen Rundbogen, der von Pilastern mit Rosettenkapitellen eingerahmt wird. Darüber befindet sich eine Balustrade mit vier Säulen im italo-korinthischen Stil, aus denen fünf Skulpturen herausragen: Jupiter beherrscht die Szene in der Mitte zwischen den Dioskuren Castor und Pollux (die drei Gottheiten waren die Beschützer der Stadt), flankiert von ihren jeweiligen Pferden an den beiden Enden. In den Dreiecken zwischen dem Bogen und den Pilastern befinden sich zwei weitere Köpfe, möglicherweise jener Gottheiten, welche die Eingänge bewachen. Am oberen Ende des Bogens zeit ein verwitterter Stein einen Pferdekopf.
Auf dem Architrav über dem Bogen befindet sich die Inschrift Augusta Perusia und im oberen Rahmen die Inschrift Colonia Vibia, die sich auf das „ius coloniae“ bezieht, das der römische Kaiser peruanischer Abstammung Vibius Trebonianus Gallus verlieh.
Der Name des Tores könnte von einem nahegelegenen Marstempel oder von der Tatsache herrühren, dass in der Nähe militärische Spiele abgehalten wurden. Eine andere sehr plausible Hypothese ist, dass der Name von Vibio Marso (von der alten Familie der Vibi) stammt, der das etruskische Tor im ersten Jahrhundert n. Chr. unter Kaiser Tiberius restaurieren und verschönern ließ. Gleichzeitig ließ Vibio Marso das römische Amphitheater unterhalb der Porta Marzia errichten, dessen Überreste noch heute unter dem Palazzo Vibi, dem heutigen Palazzo della Penna (die della Penna waren die Erben der Vibi), zu sehen sind.